# Ahmed Hassan Diria

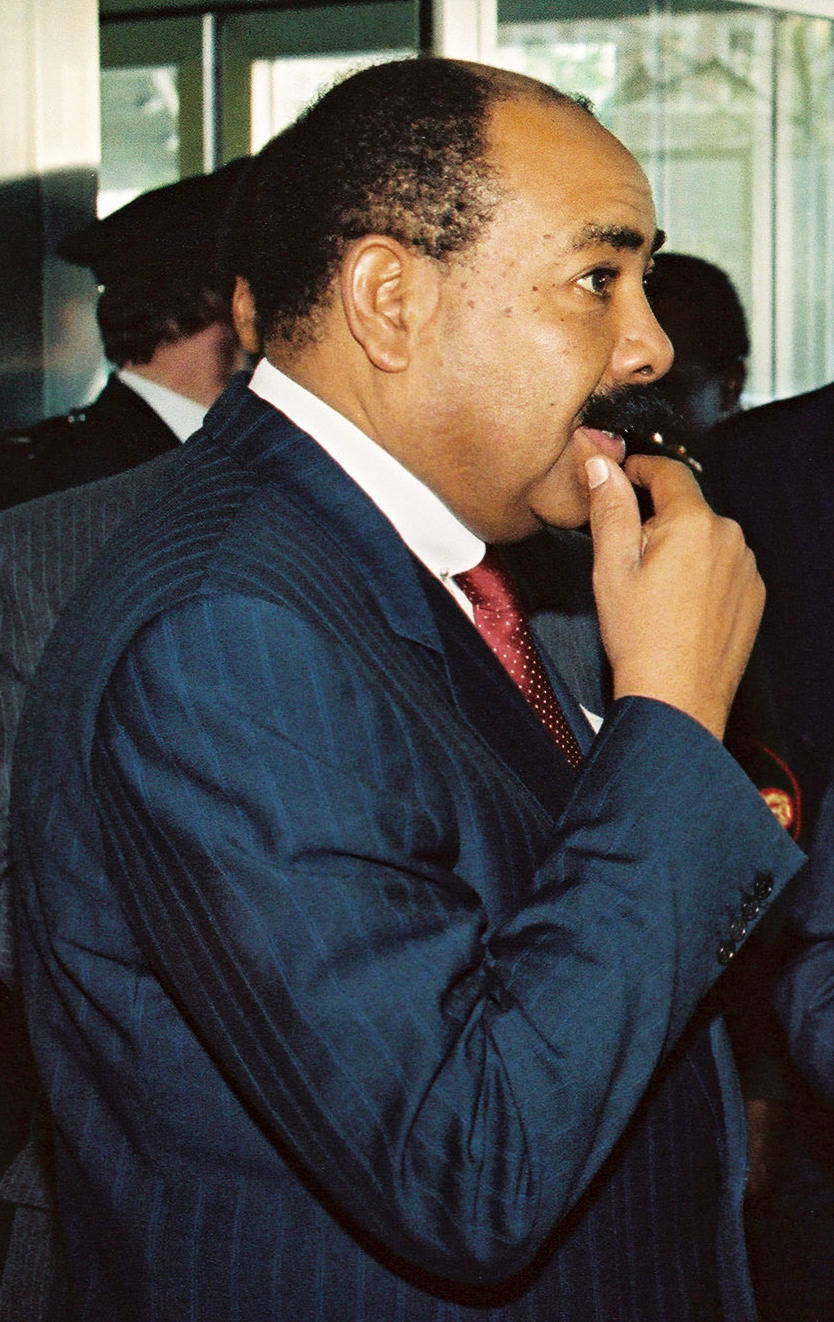
Ahmed Hassan Diria

Ahmed Hassan Diria (* 13. Juli 1937 in Raha Leo, Sansibar; † 13. März 2005 in Deutschland) war ein tansanischer Diplomat und Politiker.

## Leben
Ahmed Hassan Diria wuchs in Raha Leo, einem Stadtteil von Sansibar City, auf der Insel Unguja auf. Er war verheiratet mit Sikina Mohsin Hassan, gemeinsam hatten sie vier Kinder. Er starb in einem Krankenhaus in Deutschland.

### Bildung
Ahmed Hassan Diria besuchte die lokale Grundschule und auch die weiterführende Schule auf Pemba. Nach einer fünfjährigen Anstellung studierte er Philosophie in Ghana.

### Beruf
Nach seiner schulischen Ausbildung arbeitete er von 1954 bis 1958 für die Regierung. Nach einer Unterbrechung für das Studium wurde er Kommissar von Pemba. 1969 trat er in den tansanischen Auswärtigen Dienst ein und wurde von 1970 bis 1972 Botschafter in Kinshasa, Kongo. Von 1971 bis 1978 war er Hochkommissar in Neu-Delhi, 1979 bis 1984 Botschafter in Tokio und 1984 Botschafter in Deutschland. 1989 wurde er Mitglied des Parlaments und von 1989 bis 1994 war er Minister für Information und Rundfunk, von 1990 bis 1993 Außenminister. Nach seiner Tätigkeit als Minister war er bis zu seinem Tod gewähltes Parlamentsmitglied.